# Laurențiu Brănescu
Laurențiu Constantin Brănescu (Râmnicu Vâlcea, 30 marzo 1994) è un calciatore rumeno, portiere dell'Hibernians.
È soprannominato Young Gulliver data la sua altezza.

## Caratteristiche tecniche
In passato è stato considerato uno dei giovani portieri più talentuosi del panorama internazionale.

## Carriera

### Club

#### Giovanili
Cresce dai 7 ai 10 anni nella compagine rumena dell'FC Telespan '97. Nel 2004 passa al CSM Râmnicu Vâlcea, vincendo il campionato di terza divisione. Il 10 novembre 2009, a 15 anni arriva il debutto in prima squadra; realizza in seguito varie presenze, contribuendo alla salvezza del club.
Nel gennaio del 2011 viene acquistato dalla società italiana della Juventus per 400.000 euro, e la società bianconera lo inserisce nella sua formazione Primavera. dove riesce a vincere il Torneo di Viareggio 2012.

#### Juventus e i vari prestiti
Nella stagione 2012-2013 viene aggregato in pianta stabile alla prima squadra del club bianconero ricevendo numerose convocazioni senza tuttavia scendere in campo.
Nel giugno 2013 passa in prestito alla Juve Stabia, in Serie B.
Il 31 gennaio 2014, ultimo giorno di calciomercato, si trasferisce alla Virtus Lanciano in compartecipazione dalla Juventus, in uno scambio di comproprietà che riguarda anche l'attaccante Mame Baba Thiam. La compartecipazione è rinnovata a giugno, ma il portiere non collezione alcuna presenza nemmeno nel successivo campionato di Serie B, e il 21 gennaio 2015 la Juventus riscatta la metà del cartellino di proprietà del Lanciano, mandando il giocatore in prestito all'Haladás, club del massimo campionato ungherese.
fa il suo esordio con il club magiaro il 7 marzo in sostituzione del primo portiere squalificato Dániel Rózsa nella sfida persa per 2-1 contro il Pécsi.
il 14 aprile complice un infortunio alla schiena del primo portiere difende i pali nello sfortunato 7-0 contro la capolista Videoton.
Dopo essere rientrato alla Juventus, il 27 giugno 2015 viene ufficializzato il suo passaggio in prestito all'Omonia Nicosia.
Dopo due stagioni in prestito alla Dinamo Bucarest, il 14 agosto del 2018 il portiere viene ceduto in prestito ai croati dell'HNK Gorica. Dura soltanto sei mesi l'avventura croata, facendo ritorno alla casa madre per ripartire di nuovo, il 12 febbraio 2019, in prestito fino al termine della stagione tra le file del Žalgiris, club lituano.
L'8 luglio 2019 approda in prestito in Scozia, al Kilmarnock allenato da Angelo Alessio, ex giocatore della Juventus. A fine stagione torna alla Juventus, con la quale va in scadenza di contratto rimanendo svincolato.

#### Ritorno in patria
Il 13 gennaio 2021 fa ritorno in patria, firmando fino a fine stagione con il FC Politehnica Iași; raccoglie 18 presenze e subisce 28 reti complessivamente, non riuscendo a salvare il club dalla retrocessione in Liga II.
Rimasto svincolato, il 26 luglio 2021, firma un contratto triennale con il Farul Costanza, club militante in Liga I, con cui disputa una sola partita nelle coppa nazionale. Il 25 giugno 2022 viene ufficializzato il suo passaggio a titolo gratuito all'U Cluj, con cui gioca 3 partite in campionato ed una in coppa nazional, prima di essere ceduto durante la sessione di mercato invernale.

#### Atromitos
Il 7 febbraio 2023 passa all'Atromītos, squadra della massima serie greca, con cui firma un contratto fino al termine della stagione con opzione per quella successiva.

### Nazionale
Con la Nazionale Under-19 della Romania ha preso parte nel 2011 alla fase finale del campionato europeo di categoria.
È stato capitano dell'Under-21 rumena, con cui ha giocato la partita di qualificazione agi Europei Under-21 del 2015 contro i parietà delle Fær Øer, pareggiando per 2-2 l'incontro disputato il 7 giugno 2013.

## Statistiche

### Presenze e reti nei club
Statistiche aggiornate al 7 febbraio 2023.
| Stagione               | Squadra                | Campionato             | Campionato | Campionato | Coppe nazionali | Coppe nazionali | Coppe nazionali | Coppe continentali | Coppe continentali | Coppe continentali | Altre coppe | Altre coppe | Altre coppe | Totale | Totale |
| Stagione               | Squadra                | Comp                   | Pres       | Reti       | Comp            | Pres            | Reti            | Comp               | Pres               | Reti               | Comp        | Pres        | Reti        | Pres   | Reti   |
| ---------------------- | ---------------------- | ---------------------- | ---------- | ---------- | --------------- | --------------- | --------------- | ------------------ | ------------------ | ------------------ | ----------- | ----------- | ----------- | ------ | ------ |
| 2012-2013              | Juventus               | A                      | 0          | 0          | CI              | 0               | 0               | UCL                | 0                  | 0                  | SI          | 0           | 0           | 0      | 0      |
| 2013-gen. 2014         | Juve Stabia            | B                      | 4          | -10        | CI              | 1               | 0               | -                  | -                  | -                  | -           | -           | -           | 5      | -10    |
| gen.-giu. 2014         | Lanciano               | B                      | 0          | 0          | CI              | -               | -               | -                  | -                  | -                  | -           | -           | -           | 0      | 0      |
| 2014-gen. 2015         | Lanciano               | B                      | 0          | 0          | CI              | 0               | 0               | -                  | -                  | -                  | -           | -           | -           | 0      | 0      |
| Totale Lanciano        | Totale Lanciano        | Totale Lanciano        | 0          | 0          |                 | 0               | 0               |                    | -                  | -                  |             | -           | -           | 0      | 0      |
| gen.-giu. 2015         | Haladás                | NB I                   | 2          | -9         | MK+MLK          | -               | -               | -                  | -                  | -                  | -           | -           | -           | 2      | -9     |
| 2015-2016              | Omonia                 | AK                     | 0+2        | 0 + -3     | CC              | 0               | 0               | UEL                | 0                  | 0                  | -           | -           | -           | 2      | -3     |
| 2016-2017              | Dinamo Bucarest        | LI                     | 17         | -22        | CR+CdL          | 1+1             | -1 + -2         | -                  | -                  | -                  | -           | -           | -           | 19     | -25    |
| 2017-2018              | Dinamo Bucarest        | LI                     | 3          | -6         | CR              | 2               | -1              | UEL                | 0                  | -0                 | -           | -           | -           | 5      | -7     |
| Totale Dinamo Bucarest | Totale Dinamo Bucarest | Totale Dinamo Bucarest | 20         | -28        |                 | 4               | -4              |                    | 0                  | -0                 |             | -           | -           | 24     | -32    |
| 2018-gen. 2019         | HNK Gorica             | 1. HNL                 | 0          | -0         | CC              | 0               | -0              | -                  | -                  | -                  | -           | -           | -           | 0      | -0     |
| gen.-giu. 2019         | Žalgiris               | AL                     | 3          | -2         | CL              | 0               | -0              | -                  | -                  | -                  | SL          | 1           | -2          | 4      | -4     |
| 2019-2020              | Kilmarnock             | SP                     | 26         | -32        | CS+CdL          | 2+2             | -4 + -0         | UEL                | 0                  | -0                 | -           | -           | -           | 30     | -36    |
| gen.-giu. 2021         | FC Politehnica Iași    | LI                     | 13+5       | -22 + -6   | CR              | 0               | -0              | -                  | -                  | -                  | -           | -           | -           | 18     | -28    |
| 2021-2022              | Farul Costanza         | LI                     | 0+0        | 0+0        | CR              | 1               | -1              | -                  | -                  | -                  | -           | -           | -           | 1      | -1     |
| 2022-feb. 2023         | U Cluj                 | LI                     | 3          | -5         | CR              | 1               | -1              | -                  | -                  | -                  | -           | -           | -           | 3      | -5     |
| feb.-giu. 2023         | Atromītos              | SLE                    | 0          | 0          | CG              | 0               | 0               | -                  | -                  | -                  | -           | -           | -           | 0      | 0      |
| Totale carriera        | Totale carriera        | Totale carriera        | 78         | -117       |                 | 10              | -9              |                    | 0                  | 0                  |             | 1           | -2          | 89     | -128   |

### Cronologia presenze e reti in nazionale
| Cronologia completa delle presenze e delle reti in nazionale ― Romania under 21 | Cronologia completa delle presenze e delle reti in nazionale ― Romania under 21 | Cronologia completa delle presenze e delle reti in nazionale ― Romania under 21 | Cronologia completa delle presenze e delle reti in nazionale ― Romania under 21 | Cronologia completa delle presenze e delle reti in nazionale ― Romania under 21 | Cronologia completa delle presenze e delle reti in nazionale ― Romania under 21 | Cronologia completa delle presenze e delle reti in nazionale ― Romania under 21 | Cronologia completa delle presenze e delle reti in nazionale ― Romania under 21 |
| Data                                                                            | Città                                                                           | In casa                                                                         | Risultato                                                                       | Ospiti                                                                          | Competizione                                                                    | Reti                                                                            | Note                                                                            |
| ------------------------------------------------------------------------------- | ------------------------------------------------------------------------------- | ------------------------------------------------------------------------------- | ------------------------------------------------------------------------------- | ------------------------------------------------------------------------------- | ------------------------------------------------------------------------------- | ------------------------------------------------------------------------------- | ------------------------------------------------------------------------------- |
| 21-3-2013                                                                       | High Wycombe                                                                    | Inghilterra under 21                                                            | 3 – 0                                                                           | Romania under 21                                                                | Amichevole                                                                      | -3                                                                              |                                                                                 |
| 7-6-2013                                                                        | Toftir                                                                          | Fær Øer under 21                                                                | 2 – 2                                                                           | Romania under 21                                                                | Qual. Europeo Under-21 2015                                                     | -2                                                                              |                                                                                 |
| 11-10-2013                                                                      | Piatra Neamț                                                                    | Romania under 21                                                                | 0 – 0                                                                           | Irlanda under 21                                                                | Qual. Europeo Under-21 2015                                                     | -                                                                               |                                                                                 |
| 15-10-2013                                                                      | Sligo                                                                           | Irlanda under 21                                                                | 0 – 1                                                                           | Romania under 21                                                                | Qual. Europeo Under-21 2015                                                     | -                                                                               |                                                                                 |
| 19-11-2013                                                                      | Giurgiu                                                                         | Romania under 21                                                                | 2 – 2                                                                           | Germania under 21                                                               | Qual. Europeo Under-21 2015                                                     | -2                                                                              |                                                                                 |
| 5-3-2014                                                                        | Mogoșoaia                                                                       | Romania under 21                                                                | 3 – 1                                                                           | Fær Øer under 21                                                                | Qual. Europeo Under-21 2015                                                     | -1                                                                              |                                                                                 |
| 4-9-2014                                                                        | Bucarest                                                                        | Romania under 21                                                                | 4 – 3                                                                           | Montenegro under 21                                                             | Qual. Europeo Under-21 2015                                                     | -3                                                                              |                                                                                 |
| 9-9-2014                                                                        | Magdeburgo                                                                      | Germania under 21                                                               | 8 – 0                                                                           | Romania under 21                                                                | Qual. Europeo Under-21 2015                                                     | -8                                                                              |                                                                                 |
| 31-3-2015                                                                       | Târgu Mureș                                                                     | Romania under 21                                                                | 1 – 0                                                                           | Cipro under 21                                                                  | Amichevole                                                                      | -                                                                               |                                                                                 |
| 13-10-2015                                                                      | Breslavia                                                                       | Polonia under 21                                                                | 0 – 0                                                                           | Romania under 21                                                                | Amichevole                                                                      | -                                                                               |                                                                                 |
| 17-11-2015                                                                      | Wrexham                                                                         | Galles under 21                                                                 | 1 – 1                                                                           | Romania under 21                                                                | Qual. Europeo Under-21 2017                                                     | -1                                                                              | 44’                                                                             |
| Totale                                                                          |                                                                                 | Presenze                                                                        | 11                                                                              |                                                                                 | Reti                                                                            | 20                                                                              |                                                                                 |

## Palmarès

### Club

#### Competizioni giovanili
- Torneo di Viareggio: 1

Juventus: 2012
- Coppa Italia Primavera: 1

Juventus: 2012-2013

#### Competizioni nazionali
- Supercoppa italiana: 1

Juventus: 2012
- Campionato italiano: 1

Juventus: 2012-2013
- Coppa di Lega rumena: 1

Dinamo Bucarest: 2016-2017